# التواء الكاحل
التواء الكاحل (بالإنجليزية: Sprained ankle)‏ أو لي الكاحل أو وثء الكاحل: إصابة شائعة للكاحل يتمزق فيها أحد أربطة الكاحل، وعادة ما يصاب الرباط الشظوي الكاحلي الأمامي.

## العلامات والأعراض
تمثل الدراية بالأعراض التي يمكن اختبارها عند التعرض للالتواء عاملًا هامًا في استبعاد حدوث أي كسر عظمي. عند حدوث الالتواء، تبدأ الأوعية الدموية المتمزقة بالنزيف إلى داخل النسج لتحيط بالمفصل، ما يسبب رضة مرئية. تهاجر خلايا الدم البيضاء المسؤولة عن الالتهاب إلى المنطقة، ويزداد التدفق الدموي. بالإضافة إلى الالتهاب، يعاني المصاب من التورم والألم. ترتفع حساسية الأعصاب الموجودة في المنطقة عقب تعرضها للإصابة، إذ يشعر المصاب بألم نابض متفاقم في حال تطبيق ضغط على المنطقة. تتسم المنطقة بالسخونة والاحمرار نتيجة ازدياد التدفق الدموي. تنخفض أيضًا القدرة على تحريك المفصل.

## الأسباب
تُعد بعض الحركات – خاصة ثني القدم وتدويرها – السبب الأساسي لالتواء الكاحل.
يزداد خطر التعرض لالتواء الكاحل في الرياضات التي تشمل الحركة المفاجئة من جهة إلى جهة، مثل كرة المضرب، أو التزلج على اللوح أو كرة السلة. يمكن حدوث التواء الكاحل أيضًا خلال الأنشطة اليومية الاعتيادية مثل الترجل عن الرصيف أو الانزلاق على الجليد. قد تؤدي العودة إلى ممارسة النشاط اليومي قبل شفاء الأربطة بشكل تام إلى شفائها في وضع مشدود، ما يؤدي إلى انخفاض ثبات المفصل. يسبب ذلك بدوره حالة تُعرف باسم تقلقل الكاحل المزمن (سي إيه آي) وزيادة خطر الإصابة بالتواء الكاحل.
تساهم العوامل التالية بزيادة خطر الإصابة بالتواء الكاحل:
- ضعف العضلات / الأوتار التي تخترق مفصل الكاحل، وخاصة عضلات القدم السفلية التي تخترق الجانب الخارجي، أو الوحشي، من مفصل الكاحل (على سبيل المثال، العضلات الشظوية).
- ضعف أو ارتخاء في الأربطة التي تربط عظام مفصل الكاحل ببعضها – يعود ذلك إلى الوراثة أو إلى التمديد المفرط للأربطة نتيجة التعرض لحالات متكررة من التواء الكاحل.
- ضعف استقبال الحس العميق في المفصل (على سبيل المثال، الإحساس بوضعية المفصل).
- بطء الاستجابة العصبية العضلية على الوضعية غير الطبيعية.
- الركض على سطوح غير مستوية.
- نقص الدعم اللازم للكعب في بعض الأحذية.
- ارتداء أحذية الكعب العالي – بسبب الوضعية الضعيفة لمفصل الكاحل مع ارتفاع الكعب وانخفاض القاعدة الداعمة.

عادة ما تتطور التواءات الكاحل نتيجة الإجهاد المفرط على أربطة الكاحل. قد يحدث ذلك بدوره جراء الدوران الخارجي المفرط، أو انثناء القدم للداخل أو انثنائها للخارج بسبب قوة خارجية. عند تجاوز القدم نطاق قدرتها على الحركة، يولد الإجهاد الزائد ضغطًا على الأربطة. تلتوي الأربطة أو تتضرر عندما يصبح الإجهاد كبيرًا بما يكفي لتتجاوز الأربطة عتبة قدرتها على الانثناء.

## التشخيص
يعتمد تشخيص التواء الكاحل على التاريخ الطبي، بما في ذلك الأعراض، بالإضافة إلى تحديد التشاخيص التفريقية، إذ يهدف ذلك بشكل رئيسي إلى تفريق الالتواء عن الإجهاد العضلي أو الكسور العظمية. تمثل قاعدة كاحل أوتاوا إحدى القواعد البسيطة المستخدمة على نطاق واسع في تفريق كسور الكاحل أو القدم الوسطى عن إصابات الكاحل الأخرى، ولا تستلزم هذه القاعدة إجراء التصوير الشعاعي بالأشعة السينية. تتميز القاعدة بحساسية تصل إلى 100% تقريبًا، ما يشير إلى عدم إصابة المريض بكسر بشكل شبه مؤكد في حال ظهور نتيجة سلبية وفقًا للقاعدة. عند استمرار ألم الكاحل لمدة  6-8 أسابيع بعد الإصابة الأولية، يجب النظر في إجراء تصوير بالرنين المغناطيسي للمفصل من أجل استبعاد حدوث إصابة في الوتر الشظوي، أو إصابة عظمية غضروفية أو رباطية.

### التصنيف حسب الشدة
يمكن تصنيف التواءات الكاحل في ثلاث درجات، 1، و2 و3. يتراوح كل التواء من البسيط إلى الشديد وفقًا لمقدار التلف الحاصل أو عدد الأربطة المتعرضة للتلف. تمثل درجة الالتواء 1 تلفًا بسيطًا في رباط أو أكثر دون حدوث تقلقل في المفصل المصاب. تُعتبر درجة الالتواء 2 تمزقًا جزئيًا في الرباط، ما يسبب تمدده بشكل كبير وفي النهاية ارتخاؤه. تمثل درجة الالتواء 3 تمزقًا تامًا في الرباط، ما يسبب تقلقل المفصل المصاب. قد يُلاحظ حدوث رضة حول الكاحل.

## الأنواع

### التواء الكاحل نحو الداخل (الوحشي)
يحدث التواء الكاحل الأكثر شيوعًا عند تأثير قوة ما، عادة ثقل الجسم، على القدم ما يتسبب في تدويرها لدرجة أكبر من اللازم نحو الداخل، مؤثرة على الطرف الوحشي من القدم. عند حدوث هذا النوع من الالتواءات، تتمدد الأربطة الخارجية، أو الوحشية، بشكل كبير. يُعتبر الرباط الكاحلي الشظوي الأمامي أحد أكثر الأربطة تأثرًا بهذا الالتواء، متبوعًا بالرباط العقبي الشظوي والرباط الكاحلي الشظوي الخلفي على الترتيب، ويمكن ملاحظة الأخير في حالات التواء الكاحل الشديدة. تشكل الإصابات داخلية الاتجاه 70-85% من مجمل حالات التواء الكاحل.

### التواء الكاحل نحو الخارج (الإنسي)
تُعد الإصابة بالالتواء نحو الخارج أحد أنواع التواءات الكاحل الأقل شيوعًا، وتؤثر على الطرف الإنسي من القدم. عوضًا عن تدوير الكاحل إنسيًا ما يسبب الإصابة بالتواء نحو الداخل (تلتوي القدم بشكل زائد نحو الداخل)، يحدث هذا نتيجة تدوير الكاحل وحشيًا ما يسبب الإصابة بالتواء نحو الخارج (تلتوي القدم بشكل زائد نحو الخارج). عند حدوث ذلك، يتعرض الرباط الإنسي، أو الدالي، للالتواء.

### التواء الكاحل المرتفع (الرباطي)
التواء الكاحل المرتفع هو إصابة الأربطة الكبيرة فوق الكاحل التي تربط عظمي القدم الطويلين، الظنبوب والشظية، ببعضهما البعض. يحدث التواء الكاحل المرتفع عادة نتيجة انثناء القدم القوي والمفاجئ نحو الخارج. يزداد حدوث هذا بشكل شائع في الرياضات التي تشمل الاحتكاك والقطع، مثل رياضات كرة القدم الجماعية، والرغبي، وهوكي الجليد، ورولر ديربي، وكرة السلة، وكرة الطائرة، واللاكروس، والكرة اللينة، وكرة القاعدة، وسباقات المضمار، والقرص الطائر، وكرة القدم، وكرة المضرب، والريشة الطائرة وركوب الخيل.

## معرض صور

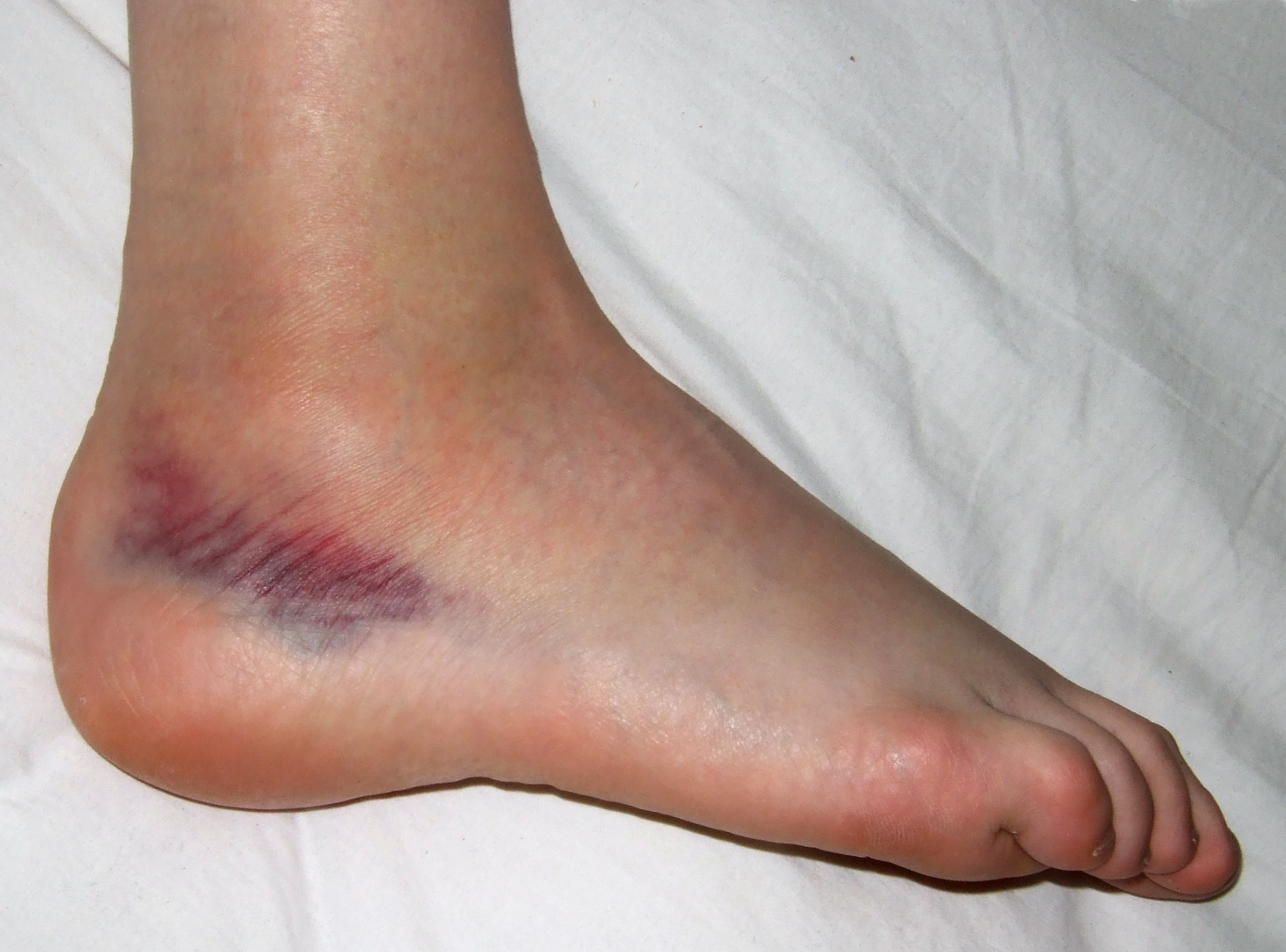
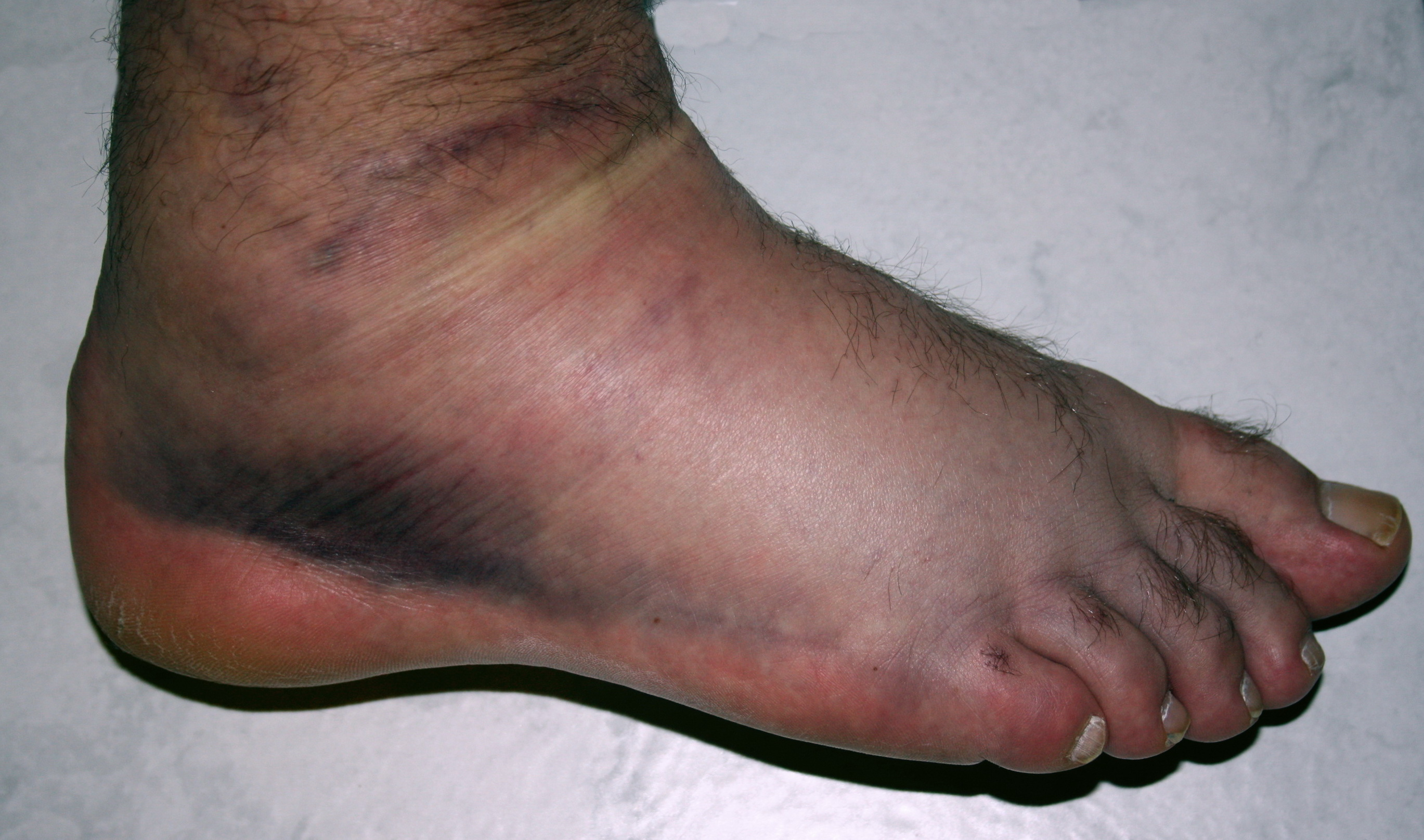
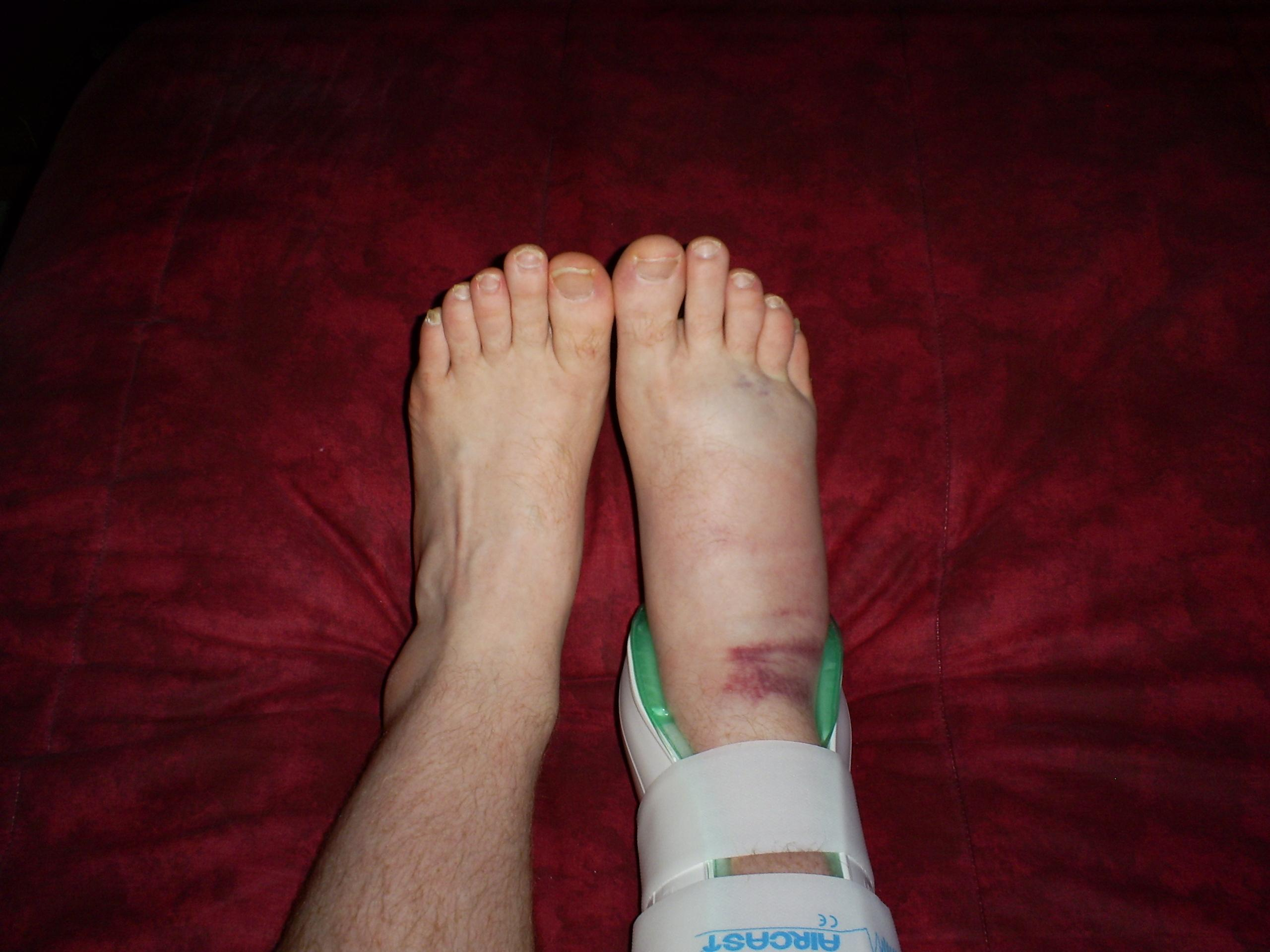